# Elin Ahlberg
Elin-Louise Ahlberg Holmqvist (även känd som Elin Ahlberg), född den 28 augusti 1987 i Sireköpinge församling i Skåne,  är en svensk skådespelare och sångare, främst känd för huvudrollen i långfilmen Fjorton suger. 
Den 23 augusti 2010 började hon studera vid Nordiska Visskolan i Kungälv. Där träffade hon Gustav Bäcklin, och de bildade tillsammans duon Svanungar som framför både egna och andras country- och vissånger. Sommaren 2011 turnerade Svanungar i Sydsverige och har därefter gjort fler spelningar på olika platser. Duon bestämde sig för att marknadsföra sig som Elin-Louise Ahlberg. Hösten 2014 beräknades debutalbumet Från landet till staden släppas av skivbolaget Troglodyt Produktion. 2016 tilldelades Ahlberg Johnny Bode-stipendiet.

## Filmografi
- 2004 – Fjorton suger
- 2006 – Du & jag